# AN/APQ-146
AN/APQ-146 è uno dei numerosi radar di inseguimento del terreno (TFR) prodotti nel mondo, e con oltre 500 unità costruite, composta da quasi due dozzine di modelli, che sono tutti basato sullo stesso principio di progettazione generale. Sviluppato per la prima volta da Texas Instruments e successivamente prodotto da Raytheon quando quest'ultimo acquistò il business dei radar del primo. AN/APQ-146 è una versione migliorata del radar AN/APQ-134 e destinata al bombardiere F-111C/F.